# Хау-Сумкан
Хау-Сумкан (рос. Хау-Сумкан) — печера в Башкортостані, Росія. Печера горизонтального типу простягання. Загальна протяжність — 194 м. Глибина печери становить 8 м. Категорія складності проходження ходів печери — 1. Печера відноситься до Басу-Зилімського підрайону Зилімо-Інзерського району Південної області Західноуральської спелеологічної провінції.